# 弓木奈於
弓木奈於（日语：／ Yumiki Nao */?，1999年2月3日—）是日本偶像藝人、演員，為女子偶像團體乃木坂46成員，京都府出身。

## 經歷
1999年2月3日，弓木出生於京都府。
2013年6月17日，以「弓木菜生」的名義加入Sony Music Artists旗下的劇團「劇團HA BEST」。
2017年7月21日，於講談社舉辦的「Miss iD2018大獎賽」中，以「弓木菜生」的名義進入半決賽。
2018年8月5日，從「劇團HA BEST」中畢業。8月19日，通過坂道共同徵選。其後於11、12月間，發表了通過「坂道聯合徵選」的全體39名合格者中，其中21人所屬的團體，弓木作為未受分發的成員，於2019年9月以坂道研修生身分開始活動。
2020年2月16日，在「坂道研修生 配屬發表 SHOWROOM」中被分發至乃木坂46，作為乃木坂46的4期生開始活動。4月27日，乃木坂46新四期生部落格開設。以每日1名成員的方式輪流撰寫，弓木於5月1日開始，每隔5天撰寫一篇部落格。10月30日，從畢業的中田花奈手中接下廣播節目《沉默的星期五》的助理主持工作。12月23日，弓木的個人官方部落格於乃木坂46官方網站正式開通。
2021年6月12日，首個個人冠名節目《乃木坂46弓木奈於與沉迷醬》於光TV上開始播出。
2022年8月31日發行的乃木坂46第30張單曲《喜歡是件搖滾的事！》中首次進入選拔，也刷新了首次入選單曲選拔成員的最年長紀錄（23歲又209日）。
2023年10月至12月，擔任晨間生活節目《LOVE it!》的週五常規來賓。
2024年4月10日發行的乃木坂46第35張單曲《機會平等》中首次獲選為福神。6月15日，開設個人Instagram帳號。7月23日，發行首本個人寫真集《原來是天使嗎》（天使だったのか），於泰國普吉島拍攝。以1.9萬銷量取得Oricon公信榜書籍週榜寫真集部門第1位及綜合部門第2位。7月29日，弓木與筒井彩萌、五百城茉央、奧田伊呂波、川崎櫻組成乃木坂46的企劃子團體「頸公主」。

## 人物
暱稱為「奈於醬」（なおちゃん）。
在家中七個孩子中排行第二，家中共三男四女，由年長至年少分別為﹔姐姐、弓木、弟弟（演員弓木大和）、弟弟、弟弟、妹妹、妹妹。
興趣為料理、看電影、電視劇、替妹妹整理髮型和化妝。
專長為游泳、籃球。
在乃木坂46中，喜歡的成員為高山一實；已畢業的成員中，喜歡的為西野七瀨與橋本奈奈未。
與前乃木坂46的和田真彩、伊藤純奈是高中同學兼好友。
乃木坂46的歌曲中，最喜歡的是《世界上最孤獨的Lover》。

## 音樂作品
- 標註「★」符號表示該首歌曲有拍攝MV。

### 單曲
乃木坂46
|      | 發行日期       | 單曲名稱              | 參與歌曲名稱        | MV | 備註     |
| ---- | -------------- | --------------------- | ------------------- | -- | -------- |
| 26th | 2021年1月27日  | 我會喜歡上自己的      | Out of the blue     | ★  | 出道作品 |
| 27th | 2021年6月9日   | 對不起Fingers crossed | 燙口的洋甘菊茶      |    |          |
| 28th | 2021年9月22日  | 被你罵了              | 機關槍雨            | ★  |          |
| 28th | 2021年9月22日  | 被你罵了              | 熟悉的陌生人        |    |          |
| 29th | 2022年3月23日  | Actually…             | 就算我不明白...     | ★  |          |
| 30th | 2022年8月31日  | 喜歡是件搖滾的事！    | 喜歡是件搖滾的事！  | ★  | 選拔     |
| 30th | 2022年8月31日  | 喜歡是件搖滾的事！    | Jumping Joker Flash | ★  |          |
| 31st | 2022年12月7日  | 不存在於此的事物      | 不存在於此的事物    | ★  | 選拔     |
| 31st | 2022年12月7日  | 不存在於此的事物      | 事後諸葛            |    |          |
| 32nd | 2023年3月29日  | 人們終將再度追夢      | 人們終將再度追夢    | ★  | 選拔     |
| 32nd | 2023年3月29日  | 人們終將再度追夢      | 我們的告別          | ★  |          |
| 33rd | 2023年8月23日  | 獨自一人的天堂        | 獨自一人的天堂      | ★  | 選拔     |
| 33rd | 2023年8月23日  | 獨自一人的天堂        | 某人的肩膀          |    |          |
| 33rd | 2023年8月23日  | 獨自一人的天堂        | 告別 墨西哥餅       |    |          |
| 34th | 2023年12月6日  | Monopoly              | Monopoly            | ★  | 選拔     |
| 35th | 2024年04月10日 | 機會平等              | 機會平等            | ★  | 十一福神 |
| 35th | 2024年04月10日 | 機會平等              | 還有7首歌           |    |          |
| 36th | 2024年08月21日 | 放縱日                | 放縱日              | ★  | 選拔     |
| 36th | 2024年08月21日 | 放縱日                | 給你的Ditto         |    | 頸公主   |
| 37th | 2024年12月11日 | 步道橋                | 步道橋              | ★  | 選拔     |
| 37th | 2024年12月11日 | 步道橋                | 落雪之日再相見吧    |    |          |
| 38th | 2025年3月26日  | 臍橙                  | 臍橙                | ★  | 選拔     |
| 38th | 2025年3月26日  | 臍橙                  | 懷念之情的前方      | ★  |          |
| 39th | 2025年7月30日  | Same numbers          | Same numbers        | ★  | 選拔     |
| 39th | 2025年7月30日  | Same numbers          | 盛夏日啊            |    |          |
| 39th | 2025年7月30日  | Same numbers          | 是說啊              |    |          |

其他
| 發行日期                                    | 單曲名稱       | 參與歌曲名稱 | MV | 備註         |
| ------------------------------------------- | -------------- | ------------ | -- | ------------ |
| 2020年6月17日（日本） 2020年6月24日（海外） | 世界中的鄰居啊 | —            | ★  | 下載限定歌曲 |

### 專輯
乃木坂46
|        | 發行日期       | 專輯名稱   | 參與歌曲名稱 | 備註 |
| ------ | -------------- | ---------- | ------------ | ---- |
| 精選輯 | 2021年12月15日 | Time flies | Hard to say  |      |

## 演出

### 電視劇
- 我是大哥大!!（2018年10月14日－12月16日，日本電視台）：飾演 弓木昌子[34]
  - 週五ROAD SHOW！（日语：金曜ロードSHOW!）「電影上映紀念!!我是大哥大!!特別篇」（2020年7月17日）
- 哪裡奇怪2 第9集（2022年12月23日，Paravi／2023年5月31日，東京電視台）：飾演 Kaolin（カオリン）[35][36]
- 未戀～隱藏的人們～（2025年1月10日－3月14日，關西電視台）：飾演 深田柚子（深田ゆず）[37]

### 電影
- 我是大哥大!!劇場版（2020年7月17日，東寶）：飾演 弓木昌子[34]
- 幸福這種東西，要了幹嘛（しあわせなんて、なければいいのに。；2024年5月17日，Lemino）：飾演 蒼實[38][39]

### 舞台劇
- 猜謎王 THE QUIZ STAGE 0（2021年1月6日－17日，銀座博品館劇場）：飾演 Yoshiko（ヨシコ）[40][41]

### 電視節目
- 東京電腦俱樂部
  - 〜編程女子從零開始製作遊戲〜（2022年4月16日－2025年3月22日，BS東視）[42][43]
  - 〜僅限女生的遊戲秘密組織〜（2025年4月5日－，東京電視台）[44]
- 星期三的How much？（2023年4月5日－，毎日放送）- 第二代旁白[45]
- LOVE it!（2023年10月13日－12月22日，TBS電視台）- 週五常規來賓[46]

### 網絡節目
- 乃木坂46弓木奈於與沉迷醬（2021年6月12日－2022年12月17日，光TV頻道＋（日语：ひかりTV））- 主持人[47]

### 網絡劇
- 討債甜心（2021年3月26日－6月11日，光TV、dTV（日语：dTV (NTTドコモ)））：飾演 茶子（チャコ）[48][49]
- Love Sharing（2022年3月27日－6月5日，光TV）：飾演 古牧綠（與中村麗乃、向井葉月共同主演）[50][51]

### 廣播節目
- 沉默的星期五（日语：沈黙の金曜日）（2020年10月30日－，FM富士（日语：エフエム富士））- 助理主持人[11]

### 廣告
- 京都市 年輕人移居・移居促進地點廣告「結論，京都市。」（2024年9月－）[52][53]

## 書籍

### 寫真集
- 原來是天使嗎（天使だったのか；2024年7月23日，ONE PUBLISHING）[54][55]

## 外部連結
- 乃木坂46個人介紹頁（日語）
- 弓木奈於 官方部落格 （页面存档备份，存于） - 乃木坂46官方網站（2020年12月23日－）（日語）
- 弓木奈於的Instagram帳戶（2024年6月15日－）（日語）
- 弓木 奈於（乃木坂46）的SHOWROOM專頁（日語）
- 乃木坂46弓木奈於1st写真集【公式】的X（前Twitter）（2024年5月24日－）（日語）